# قهرمان ابدی (رمان)
قهرمان ابدی یک رمان فانتزی نوشته مایکل مورکوک است.
این کتاب برای اولین بار در سال ۱۹۷۰ منتشر و بر اساس داستان‌هایی منتشر شد که مورکوک در ایویلیون و علوم فانتزی عرضه کرده بود.
این رمان اولین جلد از مجموعه‌ای سه‌گانه در مورد قهرمانی ابدی به نام ارکوز است. جلدهای دیگر ققنوس در ابسیدین (۱۹۷۰) (یا با نام جنگجویان نقره ای) و اژدها در شمشیر (۱۹۸۷) نام دارند.